# PGC 4490
LEDA/PGC 4490, auch UGC 793, ist eine spiralförmige Radiogalaxie im Sternbild Waldfisch südlich der Ekliptik. Sie ist schätzungsweise 457 Millionen Lichtjahre von der Milchstraße entfernt und hat einen Durchmesser von etwa 95.000 Lichtjahren. Vom Sonnensystem aus entfernt sich das Objekt mit einer errechneten Radialgeschwindigkeit von näherungsweise 10.200 Kilometern pro Sekunde. Gemeinsam mit SDSS J011449.81-002944.0 bildet sie ein gravitativ gebundenes Galaxienpaar.
Im selben Himmelsareal befinden sich unter anderem die Galaxien NGC 429, NGC 450, PGC 94061, PGC 1142182.